# Planten un Blomen

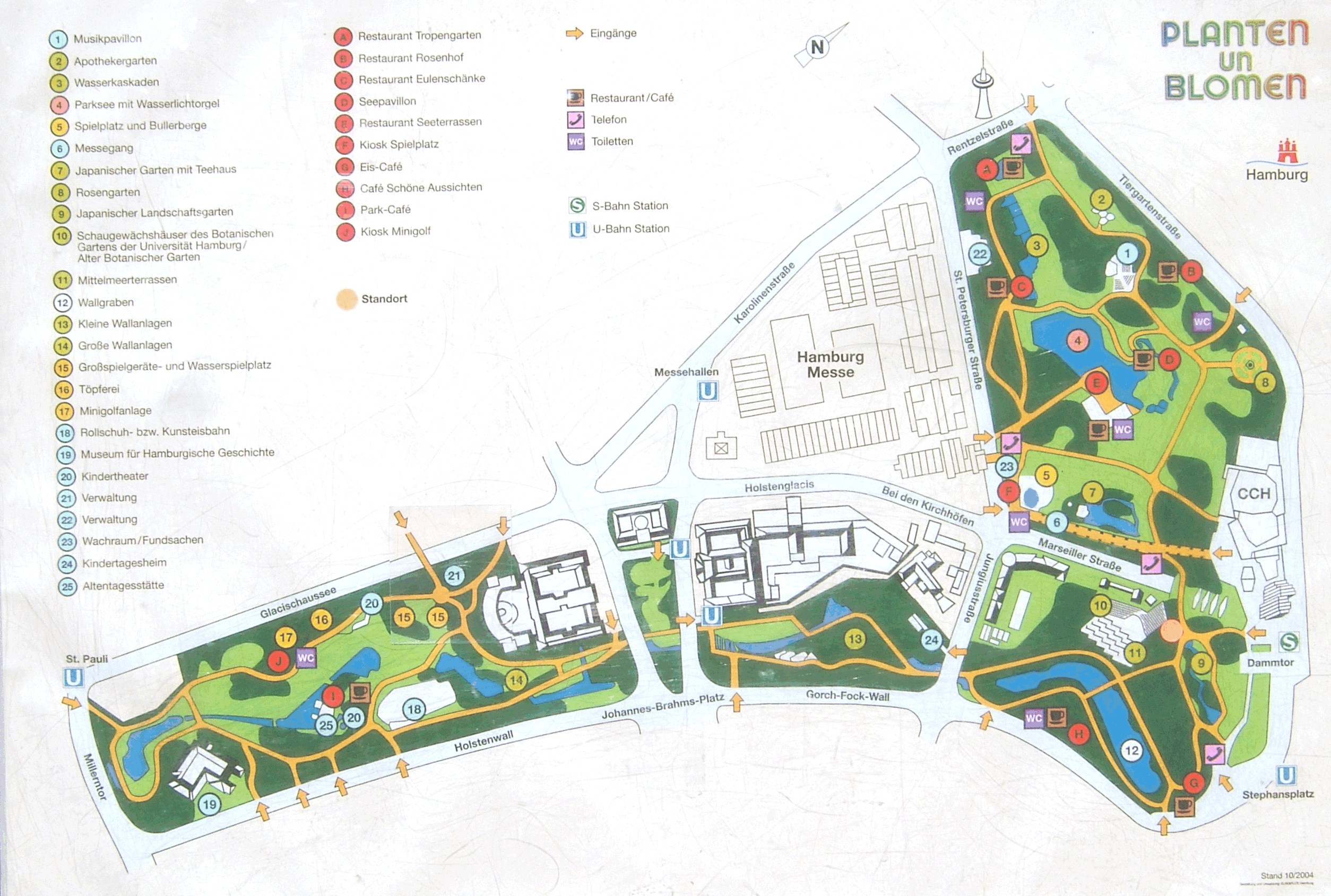
Mapa parku (2004)

Planten un Blomen – park o powierzchni 47 hektarów w centrum Hamburga. Nazwa parku w języku dolnoniemieckim oznacza rośliny i kwiaty. Stanowi jedną z największych atrakcji miasta.
Pierwszą rośliną był platan, zasadzony przez Johanna Georga Christiana Lehmanna w listopadzie 1821 roku. Można go zobaczyć przy wejściu do parku obok stacji kolejowej Hamburg Dammtor. 
Park słynie z koncertów światła, wody oraz spektakli muzycznych i teatru publicznego. Wstęp do parku jest wolny. Oprócz ogrodu znajduje się tutaj duży plac zabaw dla dzieci w południowej części parku. To sprawia, że park jest popularnym miejscem wśród mieszkańców. Na jego terenie znajduje się stary ogród botaniczny.